# Craspedostethus bicoloratus
Craspedostethus bicoloratus là một loài bọ cánh cứng trong họ Elateridae. Loài này được Cobos miêu tả khoa học năm 1970.